# Birger Hjelm
Birger Hjelm, född 28 maj 1901 i Varv socken, Östergötland, död 8 maj 1979, var en svensk målare. 
Han var son till den indelte soldaten Simon Hjelm och Anna Anersson. Han studerade konst för Gotthard Sandberg 1924–1926 men var i huvudsak autodidakt som konstnär. Han medverkade i Östgöta konstförenings utställningar och ställde ur separat i bland annat Norrköping, Motala och Tranås. Han målade naturalistiska skogs och slättmotiv i vinter och vårskrud, landskap från födelsebygden. Birger Hjelm är representerad med en målning vid Motala högre allmänna läroverk. Han är begravd på Varv och Styra kyrkogård.